# Ralf Krestel
Ralf Krestel ist ein deutscher Informatiker. Er ist derzeit an der Christian-Albrechts-Universität zu Kiel tätig, wo er eine Professur für Information Retrieval and Profiling innehat.

## Beruflicher Hintergrund
Krestel begann seine akademische Laufbahn mit einem Studium der Informatik an der Universität Karlsruhe (TH), das er von 2001 bis 2007 absolvierte. Seine Diplomarbeit verfasste er 2007 an der Concordia University in Montreal, Kanada. Anschließend promovierte er von 2007 bis 2012 am L3S der Leibniz Universität Hannover.
Seine Postdoc-Phase durchlief Krestel in den USA an der University of California, Irvine (2012–2013) und in Deutschland am Hasso-Plattner-Institut in Potsdam (2014).
Von 2015 bis 2021 leitete er als Forschungsgruppenleiter eine Gruppe am HPI sowie an der Universität Potsdam. Während dieser Zeit übernahm er auch eine Vertretungsprofessur für Intelligente Systeme an der Universität Passau (2019–2020). Seit September 2021 ist Krestel an der ZBW – Leibniz-Informationszentrum Wirtschaft und der CAU Kiel tätig.

## Forschungsschwerpunkte
Krestels Arbeit konzentriert sich auf die Bereiche Text Mining, Natural Language Processing, Information Retrieval, Machine Learning und Recommender Systems.

## Schriften (Auswahl)
- Ralf Krestel: On the use of language models and topic models in the web : new algorithms for filtering, classification, ranking, and recommendation. 2012, doi:10.15488/7890 (uni-hannover.de).
- Ralf Krestel, Peter Fankhauser, Wolfgang Nejdl: Latent dirichlet allocation for tag recommendation. In: Proceedings of the third ACM conference on Recommender systems (= RecSys '09). Association for Computing Machinery, New York, NY, USA 2009, ISBN 978-1-60558-435-5, S. 61–68, doi:10.1145/1639714.1639726.